# Präsidentschaftswahl in Georgien 2008

Standarte des Präsidenten Georgiens

Die Präsidentschaftswahlen in Georgien 2008 (georgisch საქართველოს საპრეზიდენტო არჩევნები 2008) fanden am 5. Januar statt. Sie wurden von Staatspräsident Micheil Saakaschwili vor Ablauf der Wahlperiode als Reaktion auf die Massenproteste in Georgien 2007 angesetzt. In fünf entlegenen Gebirgs-Wahlkreisen begannen sie bereits am 28. Dezember 2007. Das amtliche Endergebnis erklärte den bisherigen Amtsinhaber Saakaschwili mit 53,47 % der ausgezählten Wählerstimmen zum Wahlsieger. Auch drei unabhängig voneinander durchgeführte Wahlnachbefragungen sahen ihn als Gewinner der Wahlen. Scharfe Kritik an der Wahlauswertung übte das Menschenrechtsbüro der Organisation für Sicherheit und Zusammenarbeit in Europa.

## Organisation

### Wahlrechtsänderung
Im Vorfeld der Wahlen wurde im November 2007 das Wahlrecht geändert. So soll es zukünftig auch Wählern, die nicht im Wählerverzeichnis stehen, gestattet sein, ihre Stimme abzugeben. Begründet wurde diese Änderung damit, dass die Wählerlisten bis zum relativ kurzfristig angesetzten Wahltermin im Januar nicht mehr vollständig überprüft werden könnten. Internationale Organisationen kritisierten die Wahlrechtsänderung, da diese Fälschungsversuche fördere. So sei es nach dem neuen Recht möglich, dass Wähler mehrfach ihre Stimme abgeben. Bei den Behörden registriert waren im Dezember 3.372.179 Wahlberechtigte.

### Kandidaten

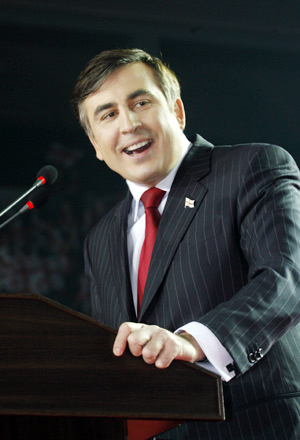
Micheil Saakaschwili

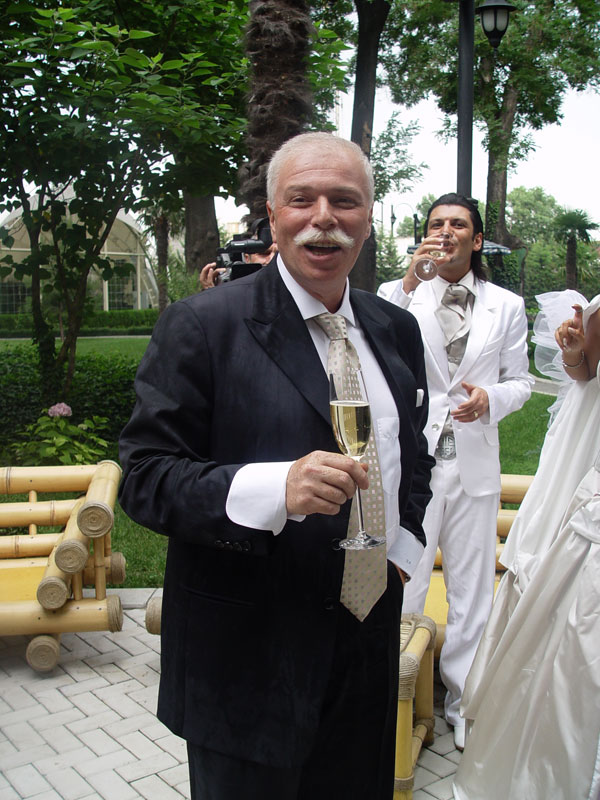
Badri Patarkazischwili

Folgende Kandidaten waren laut Zentraler Wahlkommission am 11. Dezember 2007 zur Wahl zugelassen worden:
- Micheil Saakaschwili (Vereinte Nationale Bewegung)
- Lewan Gatschetschiladse (Parteienbündnis Vereinter Nationalrat)
- Dawit Gamqrelidse (Neue Konservative Partei, Novas bzw. Rechte Opposition (Georgien))
- Schalwa Natelaschwili (Georgische Arbeiterpartei)
- Badri Patarkazischwili
- Gia Maisaschwili
- Irina Sarischwili (Hoffnung)

Durch die Zentrale Wahlkommission von der Wahl ausgeschlossen wurden:
- weil sie nicht bis zum 5. Dezember 2007 die erforderliche Zahl von 50.000 Unterstützerunterschriften vorweisen konnten:
  - Kartlos Gharibaschwili
  - Giorgi Scherwaschidse
  - Awtandil Margiani
  - Lewan Kidsinidse (Wahlbündnis)
  - Schalwa Kupraschwili
  - Artschil Iosseliani[8]
- aus anderen formalen Gründen:
  - Giorgi Maisaschwili (Partei der Zukunft)
  - Giorgi Korganaschwili
  - Giorgi Gatschetschiladse (Sakartvelo’s mtsvaneta partia, grün)
  - Teimuras Schaschiaschwili
  - Tamas Bibiluri (Wahlbündnis)
  - Schalwa Zerzwadse
  - Giorgi Gachokidse
  - Gia Tschchikwadse
  - Awtandil Pilauri
  - Fasil Alijew[9][10]

## Wahlbeobachtung

### Internationale Wahlbeobachtermission
Eine Internationale Wahlbeobachtermission (IEOM), die von dem Mitglied des US-Repräsentantenhauses Alcee Hastings (Demokraten) koordiniert wurde, hielt sich von Dezember bis Januar in Georgien auf und legte am 6. Januar einen vorläufigen Report vor. Zu der Mission zählten Mitarbeiter des Menschenrechtsbüros der Organisation für Sicherheit und Zusammenarbeit in Europa (OSZE), der Parlamentarischen Versammlung der OSZE, des Europarats und des Europäischen Parlaments.

### Menschenrechtsbüro der OSZE
Eine Delegation des Büros für Demokratische Institutionen und Menschenrechte (ODIHR) der OSZE unter Vorsitz des früheren Leiters der Beobachtermission der Vereinten Nationen in Georgien, Dieter Boden, hielt sich von November 2007 bis Februar 2008 in Georgien auf, um die Vorbereitung und Durchführung der Präsidentschaftswahlen langfristig zu beobachten. Ende Dezember veröffentlichte sie vorläufige Studien zum Ablauf des Wahlkampfes und zur Medienberichterstattung. Einen Abschlussbericht wird im Februar vorgelegt. Sie kontrollierte zwischen dem 6. Und 18. Januar die Arbeit von 180 Wahlkommissionen in Georgien.

### ISFED und nGnI
Die International Society for Fair Elections and Democracy (ISFED) und die New Generation-New Initiative (nGnI) führten eine Parallele Wahlauswertung (engl. Parallel Vote Tabulation) durch, um eventuelle Abweichungen bei der Stimmauszählung zu kontrollieren. Dabei wurden über 1.500 Beobachter eingesetzt.
Zudem organisierten vier georgische Fernsehsender eine Wählerbefragung nach dem Verlassen des Wahllokals. Mit der Durchführung wurden das Georgian Institute for Public Affairs (GIPA), die Staatliche Universität Tiflis (TSU), das Caucasus Institute for Peace, Democracy and Development (CIPDD) sowie die Georgian Foundation for Strategic and International Studies (GFSIS) beauftragt.

## Wahlkampf

### Wahlkampffinanzierung
Oppositionspolitiker warfen Präsident Saakaschwili vor, Steuergelder in Millionenhöhe für Wahlkampfzwecke missbraucht zu haben. Das verstieße gegen geltendes Recht.
Eine vorläufige Studie des Büros für Demokratische Institutionen und Menschenrechte der Organisation für Sicherheit und Zusammenarbeit in Europa (OSZE) stellte fest, dass während des Wahlkampfes staatlich ausgestellte Gutscheine für Elektrizität, Gas und Medikamente an Rentenempfänger und andere benachteiligte Bevölkerungsgruppen verteilt wurden. Die Verteilung soll von der Regierungspartei zu Kampagnezwecken genutzt worden sein. Außerdem wurden Gutscheine für Gesundheitspflege an Rentner und Faltblätter über das staatlich finanzierte Programm für zeitweilige Beschäftigung verteilt, die alle die Nummer 5, den Platz Saakaschwilis auf dem Stimmzettel zur Präsidentschaftswahl, tragen.

### Medienberichterstattung
Nach einer vorläufigen Studie des Büros für Demokratische Institutionen und Menschenrechte der Organisation für Sicherheit und Zusammenarbeit in Europa (OSZE) war die Berichterstattung der meisten georgischen Fernsehsender während des Wahlkampfes nicht ausgewogen. Fast alle Hauptnachrichtensendungen widmeten den größten Anteil ihrer Berichterstattung dem Kandidaten der Regierungspartei Vereinte Nationale Bewegung, Micheil Saakaschwili. Beim Öffentlichen Rundfunk Georgiens stand er bei 41 % der Wahlkampfberichte im Mittelpunkt, bei Imedi TV bei 34 %. Auch die Fernsehstationen Rustawi 2 sowie Mse TV berichteten vorrangig über Saakaschwili.
Die Oppositionskandidaten spielten in der Wahlkampfberichterstattung nur eine untergeordnete Rolle. Der Öffentliche Rundfunk widmete Dawit Gamqrelidse 17 % der Berichte, Lewan Gatschetschiladse 16 % und Schalwa Natelaschwili 13 %. Imedi TV berichtete zu 18 % über Gatschetschiladse und zu 17 % über Badri Patarkazischwili. Nur eine TV-Station, Kawkasia, widmete den Oppositionskandidaten mehr Aufmerksamkeit als dem Kandidaten der Regierungspartei.

### Gewaltanwendung
Am 1. Dezember 2007 kam es zu einer Serie von Angriffen und Einschüchterungen gegen Aktivisten des oppositionellen Wahlbündnisses Vereinter Nationalrat, das den Präsidentschaftskandidaten Lewan Gatschetschiladse unterstützte. Dabei wurde ein Büro des Bündnisses in Zqaltubo, Imeretien überfallen. In der Gemeinde Gardabani wurde der örtliche Wahlkampfleiter Gatschetschiladses von mehreren Männern entführt und verprügelt. Der oppositionelle Präsidentschaftskandidat Schalwa Natelaschwili wurde nach Angaben der Georgischen Arbeiterpartei am letzten Dezemberwochenende auf einer Wahlkampfreise in seinem Hotel von Anhängern der Vereinten Nationalen Bewegung angegriffen.
Vermieter, die Wahlkampfbüros an den Vereinten Nationalrat vermieten wollten, wurden eingeschüchtert, damit sie es nicht taten. Nach Informationen des Büros für Demokratische Institutionen und Menschenrechte der Organisation für Sicherheit und Zusammenarbeit in Europa (OSZE) wurden der Vermieter des Nationalratsbüros in der Gemeinde Kareli und seine Familie mit Verhaftung bedroht, wenn der Mietvertrag aufrechterhalten würde.

### Diskussion um die Monarchie
Im Zuge der georgischen Präsidentschaftswahlen 2008 wurde auch die Diskussion um die Abschaffung der Republik zugunsten einer konstitutionellen Monarchie diskutiert. Der Patriarch der Georgisch-orthodoxen Kirche Ilia II. hatte sich im Oktober 2007 für eine entsprechende Restauration unter dem Königshaus Bagrationi ausgesprochen und fand damit große Zustimmung in der Öffentlichkeit. So unterstützten die Forderung nach einer Monarchie in Georgien beispielsweise der konservative Abgeordnete Swiad Dsidsiguri, Konstantine Gamsachurdia von der Partei der Freiheit oder auch die ehemalige Außenministerin Salome Surabischwili. Auch in weiten Teilen der Bevölkerung findet die Idee Unterstützung: der georgische Präsidentialismus wird (besonders heute nach den Präsident Saakaschwili zulasten gelegten Verlusten im Krieg mit Russland 2008) weithin als gescheitert angesehen.

## Wahlverlauf
Gewählt wurde in 3.512 Wahllokalen in Georgien sowie in georgischen Botschaften und Konsulaten im Ausland. In fünf entlegenen Gebirgs-Wahlkreisen begann die Wahl bereits am 28. Dezember 2007. In Telawi wurde ein Mann verhaftet, der versuchte, eine Wahlurne mit gefälschten Stimmzetteln zu füllen.

### Einzelne EU-Politiker
Verschiedene ausländische Wahlbeobachter berichteten, die Wahl sei nach demokratischen Regeln verlaufen. Der parlamentarische Geschäftsführer der CDU/CSU-Bundestagsfraktion, Manfred Grund, sagte am Wahltag in Tiflis: „Die Wahlen sind nach meinem bisherigen Eindruck gut vorbereitet und entsprechen ziemlich europäischer Normalität.“ Ähnlich äußerten sich estnische und litauische Parlamentsabgeordnete, die nach Georgien gereist waren.

### Internationale Wahlbeobachtermission
Auch nach Auffassung der Internationalen Wahlbeobachtermission (IEOM) um das Mitglied des US-Repräsentantenhauses Alcee Hastings waren die Wahlen „rechtsgültig“ und fanden „im Wesentlichen in Übereinstimmung mit demokratischen Wahlen“ statt. Sie seien ein „lebendiger Ausdruck der freien Auswahl des georgischen Volkes“ gewesen.

### Menschenrechtsbüro der OSZE
Nach einem vorläufigen Bericht der Beobachter-Mission des Menschenrechtsbüro der OSZE vom 19. Januar 2008 war die Auswertung der Präsidentschaftswahl in Georgien in 23 % „schlecht oder sehr schlecht“. Bei 8 % der Auswertungen seien Wahlfälschungen beobachtet worden. In 21 % der Fälle seien signifikante prozedurale Fehler oder Versäumnisse begangen worden. Die Daten seien häufig inkonsistent gewesen.
Die Mitarbeiter der Zentralen Wahlkommission teilten der Beobachtermission mit, dass in rund 940 von 3.511 Wahlkreisen die Anzahl der Wähler nicht mit der Anzahl der gültigen und ungültigen Wählerstimmen übereinstimmte.
Besonders auf bezirklicher Ebene hätten die Wahlkommissionen „langsam, nicht gut organisiert und oft chaotisch“ gearbeitet. Es habe auch Fälle gegeben, in denen sich die Protokolle der Bezirkswahlkommissionen von denen der Wahlkreiskommissionen unterschieden. Als Beispiele nannte die Beobachtermission die Städte Batumi, Lentechi und Dmanissi, die eine deutlich erhöhte Stimmzahl für Micheil Saakaschwili ausgewiesen hätten.
Eine erhebliche Zahl von Wahllokalen habe in den letzten drei Stunden des Wahltages eine ungewöhnlich hohe Wahlbeteiligung verzeichnet. Nach Angaben der Zentralen Wahlkommission seien in 79 Wahllokalen in diesem Zeitraum jeweils über 500 Menschen zur Wahl gegangen. Später habe die Wahlkommission die Anzahl dieser Wahllokale auf ihrer Website auf 45 korrigiert.

### Georgische Beobachter
Die Arbeitsgemeinschaft Junger Rechtsanwälte dokumentierte bis zum 5. Januar, 15 Uhr über 95 Fälle in den Städten Tiflis, Kutaissi und in der Autonomen Republik Adscharien. Wahlurnen seien nicht versiegelt worden und es gebe Probleme mit den Wählerlisten. Geräte zur Markierung von Wählern, die ihre Stimme bereits abgegeben haben, seien absichtlich außer Betrieb gesetzt worden. Zudem sei am Wahltag vor und in Wahllokalen für den Kandidaten Saakaschwili geworben worden. Am 7. Januar erklärte die Arbeitsgemeinschaft, sie habe 230 Beschwerden gegen Unregelmäßigkeiten dokumentiert. Insbesondere in den Tifliser Stadtbezirken Wake und Saburtalo sowie in den Städten Kutaissi and Chelwatschauri habe es gravierende Verletzungen demokratischer Maßstäbe gegeben.

### Oppositionsparteien
Oppositionskandidat Gatschetschiladse sprach bereits am Tag nach der Wahl von Wahlfälschung. Er wollte über 1.000 Beschwerden zu Verstößen bei der Wahl einreichen. Tina Chidascheli vom Vereinten Nationalrat, sagte, es lägen „mehr als hundert Wahlprotokolle vor, die belegten, dass rund 110.000 Stimmen – das sind knapp sechs Prozent aller Stimmen – zugunsten von Saakaschwili gefälscht wurden“. Nur so habe Saakaschwili mehr als 50 % eingefahren und eine Stichwahl mit seinem Wahlkontrahenten vermieden. Als Musterbeispiel nannte sie die Auszählung in Batumi, wo das Auszählungsprotokoll 115 Stimmen für Saakaschwili vermerkte und 205 für Gatschetschiladse. Später sei es zu 550 Stimmen für Saakaschwili und 119 für Gatschetschiladse verfälscht worden.
Nach Angaben der Georgischen Arbeiterpartei wurden Wähler bedroht und dazu gedrängt, ihre Stimme für Saakaschwili abzugeben.

## Wahlergebnis

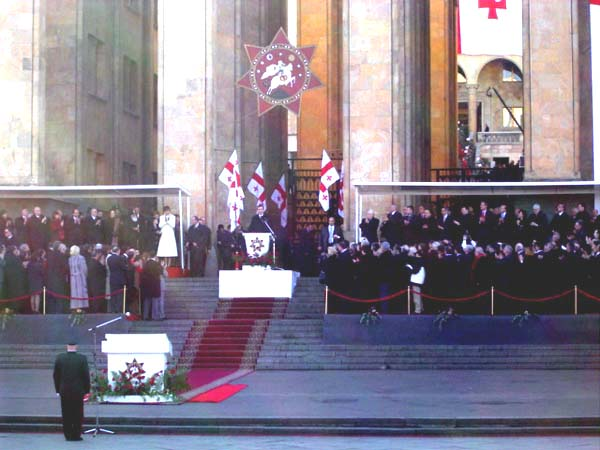
Nach den Präsidentschaftswahlen: Die Amtseinführung des georgischen Staatsoberhaupts. Hier die Zeremonie von 2004.

### Amtliches Endergebnis
Nach dem amtlichen Endergebnis ist Micheil Saakaschwili mit 53,47 % (1.060.042) der Wählerstimmen Wahlsieger. Sein Kontrahent Lewan Gatschetschiladse erhielt 25,69 % (509.234) der Stimmen. Badri Patarkazischwili errang 7,1 % (140.826) der Stimmen, Schalwa Natelaschwili 6,49 % (128.589), Dawit Gamkrelidse 4,02 % (79.747), Giorgi Maisaschwili 0,77 % (15.249) und Irina Sarischwili 0,16 % (3.242). Weil Saakaschwili mehr als 50 % der Stimmen erhielt, wurde eine Stichwahl zwischen den zwei erstplatzierten Kandidaten nicht nötig.
Das Protokoll zum Endergebnis wurde von der Zentralen Wahlkommission mit sieben zu sechs Stimmen beschlossen. Die sechs Vertreter der Opposition hatten dagegen gestimmt, die sechs Vertreter der Regierungspartei dafür. Den Ausschlag gab die Stimme des Vorsitzenden, Lewan Tarchnischwili, eines Vertrauten des früheren Präsidenten. Sämtliche Beschwerden über Unregelmäßigkeiten bei den Präsidentschaftswahlen hatte die Zentrale Wahlkommission am frühen Morgen des 13. Januar zurückgewiesen.
Die Auszählung der Wählerstimmen zog sich über eine Woche hin. Die Zentrale Wahlkommission konnte am Wahlabend noch keine Wahlergebnisse vorlegen. Der Vorsitzende der Wahlkommission, Lewan Tarchnischwili, machte dafür das schlechte Wetter in Georgien und zwei parallel stattfindende Referenden verantwortlich. Ein weiterer Grund sei die Zusammensetzung der Zählkommissionen in den Wahlkreisen: „Wie Sie wissen, gibt es neben parteilosen Mitgliedern der Wahlkommissionen auch solche, die von politischen Parteien benannt werden. Das führt zu rauen Debatten, die wiederum den Entscheidungsprozess aufhalten.“

### Parallele Wählerbefragungen
Eine Nachwahlbefragung von vier georgischen Fernsehsendern, die die Wähler nach dem Verlassen des Wahllokals von verschiedenen Sozialforschungs-Instituten befragen ließ (siehe Abschnitt Wahlbeobachtung) sieht den bisherigen Staatspräsidenten Micheil Saakaschwili als Wahlsieger. Danach errang er 53,8 % der Wählerstimmen, sein Konkurrent Lewan Gatschetschiladse 28,3 %. Alle anderen Kandidaten lagen deutlich unter sieben Prozent der Stimmen.
Die Parallele Wahlauswertung (engl. Parallel Vote Tabulation) der International Society for Fair Elections and Democracy (ISFED) sieht Saakaschwili ebenfalls als Gewinner der Präsidentschaftswahlen. Nach ihrer Befragung stimmten 50,8 % für Saakaschwili und 27,2 % für Gatschetschiladse. Badri Patarkazischwili bekam 7,3 % der Stimmen, Schalwa Natelaschwili 7 %. Die übrigen Kandidaten lagen deutlich unter fünf Prozent der abgegebenen Stimmen.
Die Parallele Wahlauswertung der New Generation-New Initiative (nGnI) bestätigte den Trend der übrigen Parallelauswertungen. Saakaschwili errang danach 52,09 %. Sein Kontrahent Gatschetschiladse bekam 25,74 %. Patarkazischwili erhielt 7,23 % der Wählerstimmen. Alle anderen Kandidaten lagen deutlich unter sieben Prozent der Stimmen.

### Ansprüche der Kontrahenten
Sowohl Micheil Saakaschwili als auch Lewan Gatschetschiladse erklärten sich noch vor Bekanntgabe des amtlichen Endergebnisses zu Wahlsiegern. Während Saakaschwili von „einem Sieg in der ersten Runde“ vorbehaltlich des amtlichen Endergebnisses sprach, machte Gatschetschiladse eine eigene Hochrechnung über eine „totale landesweite Führung“ auf und beanspruchte den Sieg ohne Einschränkungen. Nach Verkündung des amtlichen Endergebnisses modifizierte die Opposition ihre Haltung. „Wir werden einen Präsidenten haben, den das Volk nicht anerkennt“, erklärte Dawit Surabischwili, Vorsitzender der Oppositionsfraktion Demokratische Front.
Der Kandidat Gamqrelidse akzeptierte die Führung der Kontrahenten Saakaschwili und Gatschetschiladse und verlangte eine Stichwahl zwischen den zwei Höchstplatzierten. Der Kandidat Natelaschwili lehnte es dagegen ab, seine Niederlage einzuräumen und forderte eine Wiederholung der Wahlen.

## Parallele Volksabstimmungen

### Dekret
Neben der Wahl eines neuen Staatsoberhauptes sind auf präsidentiellen Erlass vom 23. November 2007 zwei Referenden für den Wahlgang vorgesehen. Die Wähler sollen entscheiden, ob die georgischen Parlamentswahlen von Oktober 2008 auf das Frühjahr 2008 vorgezogen werden und ob Georgien den Weg der NATO-Integration fortsetzen soll.

### Ergebnisse
Die Ergebnisse der zwei Referenden wurden von der Zentralen Wahlkommission am 11. Januar bekannt gegeben. 69,8 % der Wähler wollten die georgischen Parlamentswahlen von Oktober 2008 auf das Frühjahr 2008 vorziehen. 72,5 % der Wähler sprachen sich dafür aus, dass Georgien den Weg der NATO-Integration fortsetzen soll.